# 木野下
木野下（きのした）とは、東京都青梅市にある地名。現行行政地名は木野下一丁目から木野下二丁目。郵便番号は198-0013。

## 概要
市域東北部に位置する。

## 地理
北側に霞丘陵が位置し、南部は霞川に接する。通り沿いに住宅が建ち並んでいる。

## 歴史
「霞村の歴史」を参照。
- 1889年（明治22年）4月1日 - 町村制施行により、大門村、野上村、吹上村、塩船村、谷野村、木野下村、今寺村、根ヶ布村、師岡村、新町村、今井村、藤橋村が合併し神奈川県西多摩郡霞村が成立する。木野下村は大字木野下となる。
- 1893年（明治26年）4月1日 - 西多摩郡が南多摩郡、北多摩郡とともに東京府へ編入する。
- 1943年（昭和18年）7月1日 - 東京都制施行。
- 1951年（昭和26年）4月1日 - 青梅町、調布村との合併により青梅市が発足。霞村は消滅。大字木野下は霞地区に属する。
- 1970年（昭和45年）7月 - 大門地区の一部に町区域指定、町名変更実施[6]。

## 世帯数と人口
2021年（令和3年）3月1日現在の世帯数と人口は以下の通りである。
| 町丁         | 世帯数  | 人口    |
| ------------ | ------- | ------- |
| 木野下一丁目 | 274世帯 | 629人   |
| 木野下二丁目 | 277世帯 | 687人   |
| 計           | 551世帯 | 1,316人 |

## 小・中学校の学区
市立小・中学校に通う場合、学区は以下の通りとなる。
| 丁目         | 番地 | 小学校             | 中学校             |
| ------------ | ---- | ------------------ | ------------------ |
| 木野下一丁目 | 全域 | 青梅市立第三小学校 | 青梅市立第三中学校 |
| 木野下二丁目 | 全域 | 青梅市立第三小学校 | 青梅市立第三中学校 |

## 消防
- 青梅市消防団分団[8]
  - 第八分団 - 東青梅・大門地区

## 施設など
- 木野下神社
- 木野下1丁目運動広場

## 交通
西東京バスのバス路線があり、JR青梅線・河辺駅、小作駅へのアクセスも容易である。